# Никола Бьогле
Никола Бьогле (на френски: Nicolas Beuglet) е френски журналист, сценарист, телевизионен водещ и писател на произведения в жанра психологически трилър и криминален роман. Писал е и под псевдонима Никола Скер (Nicolas Sker).

## Биография и творчество
Никола Бьогле е роден през 1974 г. във Франция.
Бил е телевизионен водещ, редактор и художествен ръководител в телевизия M6.
Първият му роман „Първият череп“ (Le premier crâne) е издаден през 2011 г. под псевдонима Никола Скер.
През 2016 г. е издаден трилърът му „Пациент 488“ от поредицата „Сара Геринген“, който е вдъхновен от реални събития. В психиатричната болница „Гаустад“, Осло, е мъртвото тяло на пациент с лице изкривено в нечовешки вик, а на челото му има белег с числото 488. Инспектор Сара Геринген разследва обстоятелствата около необичайната смърт, като пътят ѝ минава през Париж, остров Възнесение, мините на Минесота и стига до покрайнините на Ница. Съдбата я свързва с разследващия журналист Кристофър Кларънс, а двамата ще стигнат до информация за тайни лаборатории и строго секретни досиета на ЦРУ, за чието съдържание ще ги ужаси. Романът става бестселър и печели няколко престижни френски литературни награди: Наградата за криминален роман на библиотекарите; Наградата за популярен роман; Наградата за нов глас в криминалната литература.

## Произведения

### Самостоятелни романи
- Le premier crâne (2011) – като Никола Скер

### Серия „Сара Геринген“ (Sarah Geringën)
по хронологичен ред на събитията
1. Le Cri (2016)
Пациент 488, изд.: ИК „Ентусиаст“, София (2019), прев. Силвия Колева
2. Complot (2018)
Заговорът, изд.: ИК „Ентусиаст“, София (2020), прев. Силвия Колева
3. L'Île du Diable (2019) 
Дяволският остров, изд.: ИК „Ентусиаст“, София (2022), прев. Силвия Колева

### Серия „Инспектор Грейс Кембъл“
по хронологичен ред на събитията
1. Last message (2020)
Последното послание, изд.: ИК „Ентусиаст“, София (2023), прев. Силвия Колева
2. Пътника без лице, изд.: ИК „Ентусиаст“, София (2024), прев. Иван Баталов

### Екранизации
- 2011 Obsession